# Десятовское сельское поселение
Десятовское се́льское поселе́ние — муниципальное образование в Ишимском районе Тюменской области Российской Федерации.
Административный центр — село Десятова.

## История
Статус и границы сельского поселения установлены Законом Тюменской области от 5 ноября 2004 года № 263 «Об установлении границ муниципальных образований Тюменской области и наделении их статусом муниципального района, городского округа и сельского поселения»

## Население
| 2010 | 2011 | 2012 | 2013 | 2014 | 2015 | 2016 |
| ---- | ---- | ---- | ---- | ---- | ---- | ---- |
| 698  | ↘697 | ↘696 | ↘676 | ↘670 | ↘647 | ↘628 |
| 2017 | 2018 | 2019 | 2020 | 2021 |      |      |
| ↘619 | ↘612 | ↘590 | ↘586 | ↘560 |      |      |

## Состав сельского поселения
| № | Населённый пункт | Тип населённого пункта       | Население |
| - | ---------------- | ---------------------------- | --------- |
| 1 | Десятова         | село, административный центр | 552       |
| 2 | Камышка          | деревня                      | 46        |
| 3 | Комсомольская    | деревня                      | 47        |
| 4 | Михайловка       | деревня                      | 53        |